# Phelsuma comorensis
Phelsuma comorensis är en ödleart som beskrevs av  Oskar Boettger 1913. Phelsuma comorensis ingår i släktet Phelsuma och familjen geckoödlor. IUCN kategoriserar arten globalt som livskraftig. Inga underarter finns listade i Catalogue of Life.